# Rainer Philipp
Rainer Philipp (* 8. März 1950 in Bad Nauheim) ist ein ehemaliger deutscher Eishockeyspieler.
Rainer Philipp begann mit dem Eishockey beim VfL Bad Nauheim, wo er sämtliche Jugendabteilungen durchlief und später zum Kader des Bundesliga-Teams gehörte. Nach 13 Jahren ohne Titel beim hessischen Erstligisten wechselte der Stürmer zur Spielzeit 1979/80 zu den Kölner Haien, die damals gerade zwei Meisterschaften binnen drei Jahren gewonnen hatten. In den ersten Jahren scheiterte er mit dem KEC stets im Rennen um die Meisterschaft. Erst 1984 erfüllte sich sein Traum und er gewann mit den Haien das Finale der Play-offs gegen den EV Landshut und damit seinen ersten Titel. In der Zwischenzeit hatte der gelernte Karosseriebau-Meister auch seinen eigenen Betrieb in Köln eröffnet. Ein Jahr später beendete er zwar seine aktive Karriere, blieb dem KEC aber noch lange treu, zum Beispiel als Betreuer der Jugendmannschaften oder als Spieler in der Traditionsmannschaft.
Philipp bestritt insgesamt 717 Spiele in der Bundesliga und erzielte dabei 454 Tore. Außerdem spielte er 199 Mal für die deutsche Nationalmannschaft (90 Tore) und nahm an mehreren Weltmeisterschaften sowie den Olympischen Winterspielen 1972, 1976 und 1980 teil. Bei den Winterspielen in Innsbruck 1976 gewann er mit der Mannschaft von Xaver Unsinn die Bronzemedaille.
Rainer Philipp ist der Onkel des ehemaligen Bundesligaspielers Ralf Philipp, mit dem er gemeinsam bei den Kölner Haien spielte.